# Репродуктивные деликты
Репродукти́вные дели́кты — деликты, признаваемые судами по искам, подаваемым к врачам и медицинским организациям в связи с нежелательным рождением детей.
В судебной практике сформировалось два вида репродуктивных деликтов: 
- нежеланное рождение/нежеланное зачатие (англ. wrongful birth/wrongful conception) — в случае исков, подаваемых родителями в связи с рождением у них нежеланного ребёнка;
- нежеланная жизнь (англ. wrongful life) — в случае исков, подаваемых от имени самого ребёнка родителями (или самим ребёнком после достижения им совершеннолетия).

## Нежеланное рождение
Истцы по иску из нежеланного зачатия (как матери, так и отцы) требуют возмещения вреда, причиненного им зачатием (рождением) ребенка после неудачно проведенной операции по стерилизации (вазэктомии или трубной окклюзии). Другой категорией подобных исков являются иски родителей о возмещении расходов на медицинское обследование, роды и дальнейшее воспитание ребенка с врождённым заболеванием в связи с несообщением врачами родителям о болезни будущего ребенка (подразумевается, что в случае получения родителями такой информации беременность была бы прервана).
В США по искам в случае неудачно проведенной операции по стерилизации суды обычно отказывают в компенсации затрат на содержание ребенка из-за невозможности выражения вреда от деликта нежеланной беременности в денежном эквиваленте. Тем не менее, истец обычно может взыскать компенсацию затрат на неудачную операцию по стерилизации, а также на проведение родов. Менее распространенным является возмещение вреда за утрату супружеской общности жизни (loss of consortium), утрату заработка, смену семейного положения и так далее.
Что касается исков о нежеланном рождении детей с врождёнными заболеваниями, то суды США обычно присуждают возмещение в полном объеме, включающем в себя затраты на лечение и уход за больным ребенком до достижения им совершеннолетия, которые превышают затраты на обычного ребенка. В десяти штатах США были приняты законы, ограничивающие иски к врачам о компенсации расходов на рождённых больными детей. Подобные иски удовлетворяют также суды Франции и Германии. В Италии в одном из случаев рождения ребенка с патологией суд при определении имущественного вреда, принимая во внимание предполагаемые расходы на содержание и лечение больного ребенка, установил возмещение в размере € 1500 в месяц на период, соответствующий предположительной длительности жизни родителей. В другом случае, при нежеланном рождении здорового ребенка, итальянский судья, исходя из размера заработной платы работника промышленной отрасли, разделив ее на число членов семьи и определив таким образом предположительные затраты на каждого из них, присудил возмещение причиненного вреда в размере € 300 ежемесячно на период до приобретения сыном экономической независимости.

## Нежеланная жизнь
В 1960-е годы в США сын подал иск к своему отцу о возмещении вреда за то, что он был рождён вне брака. В этом иске было отказано.
Но, как правило, подобные иски подаются от имени детей с врождённым заболеванием в связи с несообщением врачами родителям о болезни будущего ребенка. Сначала суды в США не удовлетворяли такие иски, аргументируя это тем, что интерес ребенка в том, чтобы не родиться, не признаётся правом, либо тем, что причинённый рождением вред не поддаётся измерению в денежном эквиваленте, поскольку для подсчёта необходимо сравнить положение ребенка до причинения вреда и после, что в данном случае невозможно. Однако затем суды стали признавать право на рождение здоровым.
Во Франции аналогичное дело рассматривал в 2000 году Кассационный суд. В 1983 году Николя Перюш вследствие медицинской ошибки родился наполовину слепым и с психическими нарушениями, поскольку врачи не смогли определить, что его мать во время беременности заразилась краснухой. От его имени был подан иск, в котором утверждалось, что жизнь принесла ему одни только страдания и он нуждается в материальной компенсации. Кассационный суд Франции в решении от 17 ноября 2000 года указал: «Ввиду того, что ошибка, допущенная врачом и медицинской лабораторией при выполнении договоров, оформленных с беременной женщиной, помешала последней сделать выбор в пользу искусственного прерывания беременности с целью избежать рождения ребенка-инвалида, этот последний может требовать возмещения ущерба, вытекающего из его инвалидности в результате допущенной ошибки».
Это решение вызвало споры. В частности, католическая церковь заявила, что «каким бы ни родился ребенок, он обладает правом на существование; решение французского суда опасно, так как основано на принципе дискриминации, согласно которому инвалид не имеет права на жизнь».
Аналогичный вопрос рассматривал Конституционный суд ФРГ и сделал вывод, что у врача нет юридической обязанности перед ребёнком предотвратить его рождение.
Суды в Австрии, Дании, Греции, Венгрии, Италии, Португалии, Испании также отказывали в подобных исках. В Великобритании такие иски прямо запрещены Законом о врождённых заболеваниях (Congenital Disabilities (Civil Liability) Act 1976) (статья 1 пункт 5).